# 片野ゆか
片野 ゆか（かたの ゆか、1966年5月 - ）は、日本のノンフィクション作家。夫は作家の高野秀行。姉はミャンマー文学研究者・翻訳者の高橋ゆり、その夫（義兄）はニュージーランド生まれでオーストラリアで活躍するジャズピアニストのマイク・ノック。

## 経歴・人物
東京都生まれ。東京大学教育学部附属中学校・高等学校を経て、1990年に東洋大学社会学部を卒業。求人広告の営業職を経て作家業に入る。2005年、『昭和犬奇人 平岩米吉伝』（単行本タイトルは『愛犬王 平岩米吉伝』）で第12回小学館ノンフィクション大賞を受賞。『北里大学獣医学部　犬部!』は「週刊少年サンデー」および「エレガンスイブ」で漫画化された。犬に関する著書が多い。

## 著書
1990年代
- 『天職図鑑 「就職ガイド」を超える！』黎明書房、1997年8月。ISBN 4-654-07577-1。
- 『旅する犬は知っている 26匹の犬が教える"極楽旅行の秘訣"』ベストセラーズ、1998年5月。ISBN 4-584-18340-6。

2000年代
- 『すっぴん台湾 台湾女性が教える本当の魅力』ベストセラーズ、2002年3月。ISBN 4-584-16537-8。王悦敏共著
- 『犬が本当の「家族」になるとき』講談社、2003年9月。ISBN 4-06-211822-X。
- 『愛犬王 平岩米吉伝』小学館、2006年4月。ISBN 4-09-389703-4。
- 『アジワン ゆるりアジアで犬に会う』ジュリアン、2007年4月。ISBN 978-4-902584-44-8。
- 『ダイエットがやめられない 日本人のカラダを追跡する』新潮社、2007年9月。ISBN 978-4-10-305431-3。
- 『ポチのひみつ (集英社文庫)』集英社、2009年2月。ISBN 978-4-08-746407-8。

2010年代
- 『犬部！ 北里大学獣医学部』ポプラ社、2010年4月。ISBN 978-4-591-11747-7。
  - 『犬部！ 北里大学獣医学部』ポプラ社〈ポプラ文庫〉、2012年4月。ISBN 978-4-591-12916-6。
  - 『犬部！ 北里大学獣医学部 キミノベル版』ポプラ社〈ポプラキミノベル〉、2021年5月。ISBN 978-4-591-17020-5。
  - 『犬部！ 北里大学獣医学部 ジュニア版』ポプラ社〈ポプラ社ノンフィクション 動物〉、2021年5月。ISBN 978-4-591-17015-1。
- 『ゼロ！ こぎゃんかわいか動物がなぜ死なねばならんと?』集英社、2012年6月。ISBN 978-4-08-771457-9。
  - 『ゼロ！ 熊本市動物愛護センター10年の闘い』集英社〈集英社文庫〉、2014年5月。ISBN 978-4-08-745196-2。
- 『保健所犬の飼い主になる前に知っておきたいこと』新潮社、2013年8月。ISBN 978-4-10-305432-0。
- 『旅はワン連れ ビビり犬・マドとタイを歩く』ポプラ社、2014年10月。ISBN 978-4-591-14134-2。
- 『動物翻訳家 心の声をキャッチする、飼育員のリアルストーリー』集英社、2015年10月。ISBN 978-4-08-771626-9。
  - 『動物翻訳家 心の声をキャッチする、飼育員のリアルストーリー』集英社〈集英社文庫〉、2017年11月。ISBN 978-4-08-745666-0。
- 『平成犬バカ編集部』集英社、2018年11月。ISBN 978-4-08-771165-3。
  - 『平成犬バカ編集部』集英社〈集英社文庫〉、2021年8月。ISBN 978-4-08-744288-5。
- 『竜之介先生、走る！ 熊本地震で人とペットを救った動物病院』ポプラ社〈ポプラ社ノンフィクション 動物〉、2019年4月。ISBN 978-4-591-16253-8。

2020年代
- 『着物の国のはてな』集英社、2020年9月。ISBN 978-4-08-786125-9。